# La Collection invisible
La Collection invisible est une nouvelle de l'écrivain autrichien Stefan Zweig, publiée pour la première fois en France en 1935.

## Résumé
Dans un train ayant passé Dresde, vers 1923, le conteur apprend de la bouche d'un antiquaire la mésaventure d'un collectionneur d'eaux-fortes, vétéran de la guerre de 1870, habitant le fin fond de la « province saxonne » (probablement la Saxe prussienne). Le collectionneur, aveugle dès avant le début de la Première Guerre mondiale, est persuadé de posséder une formidable collection, digne de faire pâlir d'envie le conservateur du « cabinet royal des estampes de Vienne ou de Paris », ce que semble attester les achats effectués depuis près de soixante ans chez l'antiquaire. Mais la réalité est bien autre. Subissant de plein fouet l'hyperinflation, sa famille a été contrainte de vendre une à une ses eaux-fortes de Rembrandt, Dürer et autres, afin de subvenir à leurs besoins basiques. Aussi, afin de ne pas briser le cœur du vieil homme, sa fille demande-t-elle au visiteur imprévu de jouer le jeu, et de paraître fort enjoué et étonné lorsque son père lui montrera sa collection…

## Éditions françaises
- Nouvelle traduction de l'allemand par Anaïs Ngo, Les Éditions de l'Ebook malin, collection : la Caverne des introuvables, 29 novembre 2013  (ISBN 9782367882253)
- In La Peur, recueil de six nouvelles de Stefan Zweig. Traduction de Manfred Schenker. Octobre 2008  (ISBN 2-253-15370-2) (BNF 38924924).

## Adaptations cinématographiques
- Une eau-forte de Rembrandt, de Thomas Grascoeur, 2018, 3 minutes[1]

- "The Miniaturist of Junagadh" directed by Kaushal Oga,  2022. With Naseruddin Shah.